# Вежнали
Вежнали (азерб. Vejnəli) — село в административно-территориальном округе Зангеланского района Азербайджана.

## Ойконим
Этот ойконим был отмечен в дореволюционной литературе как Вежнер.

## История
В ходе Первой карабахской войны, в 1993 году село было занято армянскими вооружёнными силами, и до ноября 2020 года находилось под контролем непризнанной НКР.
На протяжении долгого времени в период оккупации на золоторудном месторождении Вежнали велась незаконная добыча золота.
30 октября 2020 года, в ходе Второй карабахской войны, президент Азербайджана объявил об освобождении села Вежнали вооружёнными силами Азербайджана.

## География
Село находится в предгорной зоне.

## Экономика
Ведётся разработка золоторудного месторождения.